# Coldspring, Texas
Coldspring är administrativ huvudort i San Jacinto County i Texas. Cold Spring, som orten tidigare hette, blev huvudort i samband med countyts grundande 1870. Sedan 1894 stavas ortnamnet officiellt Coldspring. Enligt 2010 års folkräkning hade Coldspring 853 invånare.